# سمد باي مهمانداروف
سمد باي صديخ أغلو مهمانداروف جنرال المدفعية التامة بروسيا٬ عضو فصيل المستقلين السياسي في برلمان جمهورية أذربيجان الديمقراطية٬ وزير دفاع جمهورية أذربيجان الديمقراطية٬ خادم القوات المسلحة في جمهورية أذربيجان السوفيتية والاشتراكية.

## حياته
سمد باي مهمانداروف ولد في 16 أكتوبر عام 1800 في مدينة لانكران بأذربيجان. وقد درس في المدرسة النحوية في باكو. في 16 من عمره التحق بالمدرسة المدفعية الثانية في كونستانتينوفكا في بطرسبرج: في العام 1870 حصل على رتبة الملازم الثانيف ومنحت له وسال «ستانيسلاف المقدس» بدرجة الثالثة. في 1890 حصل على رتبة النقيب٬ في 1898 رتبة المقدم٬ في 1901 العقيب٬ في 1904 رتبة اللواء. أثناء الحرب الروسية – اليابانية س.مهمانداروف في العام 1908 حصل على رتبة جنرال المدفعية.

## في الغزوات بورت-أرتور
في العام 1904 عندما بدأت الحرب الروسية – اليابانية كان لسمد باي مهمانداروف 18 سنة. وقد مرت السنة الواحدة من زواجه مع يليزافيتا نيكولايفنا. يليزافيتا تخرجت من المدرسة رقم 83 بمدينة كييف. كانت تعمل ممرضة في المستشفى العسكري في بورت-أرتور. مثل سمد باي هي كانت من أسرة نبيلة. كأن عمر يليزافيتا حينئذ واحد وعشرون سنة وكأن الحياة علمتها الصبر. هي كانت رحيمة جدا بالجرحى وكانت تحب العمل العسكري. وكانت تعامل الجنديين برفق خاص بالأرستقراطيين. كانت تعالج الجرحى وتكتب الرسائل إلى أسر الجهال منهم وكانت تتحمل مشاكل وصعوبات الحرب بالصبر. مرة سمد باي قال لها: استأذنت القيادة لرجوعك إلى بطرسبرج. استعدي غدا أو بعد غد تسافرين". لكن يليزافيتا نظرت إلى زوجها بدقة وقالت:
"سمد باي! إذا كان الحرب فأين يلزم أن يكون مكان الجندي؟ تبعا٬ في الجبهة. فأنا في الجبهة. أوظننت أنني امرأة وتشك أني جندية؟ ولا نرجع إلى هذا الحديث أبدا. هل تعدني؟ نترك هذا الموضوع يا عزيزي! لا أريد بدونك لا بطرسبرج ولا حتى باريس". في يناير سادس وعشرين جنود اليابان هجمت على جنود روسيا في بورت-أرتور٬ حرقوا سفن الحربية الروسية "رتويزان" ٬ "سسارافيتش" و "بلادا". بدأت الحرب وفي صباح اليوم التالي سمد باي مهمانداروف عُيِّن قائدا في قسم الدفعية السابع. وهذا كان أمر قائد القوات البرية اللواء رومان كوندراتينكو. وهو كان يعلم جيدا مهارات مهمانداروف في قيادة الجيش. لذلك خاصة عين مهمانداروف رئيس الجبهة الشرقية. وهذه الجبهة كانت أهم جبهة في دفاع بورت-أرتور. واليابانيون أرسلوا أحسن القوات المسلحة إلى هذه الجبهة فكانوا يهجمون بالتسلسل ويرمون الصوارخ إلى هنا. العقيد مهمانداروف كان من أقرب المساعدين للقائد كوندراتينكو. سمد باي مهمانداورف كان يرأس بمهارة جيدة عمليات الطوبجية للدفاع عن هجوم السامرائيين ودائما كان في الصفوف الأولى والمواقع الخطيرة. علي أغا شيخلينسكي الذي شاهد شجاعة سمد باي مهمانداروف في أخطر المغازي كان يكتب عنه: "في 14 أكتوبر عندما كان القصر معروضا لهجوم الطوبجية اليابانية جاء إلى موقعنا سمد باي مهمانداروف. جنود اليابان كانوا يطلقون النار على موقعنا من المدافع الكبيرة والصغيرة وأيضا من الرشيشات والبواريد. حينذاك وقعت قنبلة كبيرة قريبا من سمد باي مهمانداروف ووسخت لباسه لكنه لم يجرح. في هذه اللحظة هو أخرج من جيبه منديلا ومسح به المكان الواسخ في لباسه. في أوائل ديسمبر اليابانيون وجهوا ضربتين قاصمتين إلى القلعة. رغم دفاع الشديد من قبل جنود الروس جنود اليابان استولوا على المواقع الهامة في القصر. الضربة القاصمة الثانية كانت في الثاني من ديسمبر. القائد كوندراتينكو قتل. وعين في مكانه أضعف منهم إرادة الجنرال فوك. بعد 16 يوما جنود اليابان استولوا على القصر والجبل دراكونوفي خريبيت وقع في أيديهم. جنرال ستاسيل دعا كل الهيئة إلى اجتماع للتشاور وتسليم القصر. بعض القواد الحاضرين هنا وافقوه في اقتراحه لتسليم القصر. لكن اللواء سمد باي مهمانداروف٬ العقيد سميونوف وغيرهما لم يوافقوهم في ذلك واعترضوا عليهم. الضباط الكفاحيون كان يقرون أنهم قادرون لدفع قواة اليابانيين. هؤلاء الضباط ومهمانداروف كانوا يقولون أنه يكفيهم الصواريخ لدفاع القواة المسلحة للأعداء: "سنطلق النار مادام يوجد الصواريخ والخرطوشات موجودة. وإذا انتهت الخرطوشات والصواريخ سنقاتلهم بالسنك. لكن الجنرال ستاسيل لم يسمع كلام الضباط الأشجاع وأمر الحامية بوضع الأسلحة. بعد ذلك عندما رجع الجنرال ستاسيل إلى روسيا عرض لتحكيم المحكمة لتعجيله في تسليم القصر. بعد تسليم القصر اللواء مهمانداروف وأصدقاؤه الضباط كان أسوة للعسكاريين الآخرين. حسب شروط اليابانيين الجنديون أسروا والضباط يكتبون الاتفاقية الكتابية لعدم اشتراكهم بعد ذلك في الحرب ضد اليابان. بعد هذا كان يمكنهم الرجوع إلى روسيا. الضباط الذين كان مع جنرال ستاسيل وعدوا التزامهم بشروط اليابان لعدم الاشتراك في الحرب بعد ذلك. لكن سمد باي مهمانداروف رفض التزام بهذا الشرط ولذلك أسر وأرسل إلى اليابان". في 1906 بعد اتفاقية بورتسموت مهمانداروف استطاع أن يرجع إلى روسيا.

## في أيام الحرب العالمية الأولى
عندما بدأت الحرب العالمية الأولى مهمانداروف كان قائد فرقة المشاة الثانية وعشرون في فلاديقوقاز. إلى هذا الوقت حدثت في حياته عدة حوادث مهمة. بعد رجوعه من الإسار عين قائد الفرقة المدفعية السابعة في سيبيريا الشرقية وبعد ذلك تولى الوظيف المهمة أيضا. أصبح رئيس المدفعية في جيس سيبيريا الثالث. في 1908 سمد باي حصل على رتبة الفريق. في نوفمبر نفس السنة ولد له ابن بعد مدة طويلة من زواجه. سمد باي سماه بير. في سنوات الحرب العالمية الأولى جنرال مهمانداروف أظهر كثيرا من المهارات الجندية واجرى العمليات عديدة التي زادته كرامة بين الناس. بعد العملية في لودز في 1914 مهمانداروف حصل على شهرة خاصة. عندما هجمت القواة المسلحة لجنرال ألماني ماكينزي واستولوا على إيفانغورود ثم بدؤوا العملية الحربية ضد مدينة لودز. جيش الروس تراجعوا وكانوا في حالة صعبة جدا. فكان الجيش الألمان يحاول تطويق القوات المسلحة الروسية. جيش مهمانداروف كان يتكون من فرقة أبشيرون رقم 81 ٬ وفرقة داغستان رقم 82 ٬ وفرقة سامور رقم 83 وفرقة شيروان 84. كل واحدة من هذه الفرق كانت تملك العادة خاصة بها. قائد الفيلق عندما رأي وضع فرق جيش مهمانداروف أخبر الرئاسة بذلك. سمد باي مهمانداروف عبر الهاتف رد على الرئاسة قائلا: "الوضع صعب. أبدأ الهجوم!". بينما أجبرت جيشي الروس في هذه الحالة الصعبة إلى التراجع فرق مهمانداروف بالعكس وجهت ضربة قاصمة على جيش العدو. بعد القتال العنيف المستمر ثلاثة أيام فريق مهمانداروف قدم إلى حدود مدينة إيفانغورود واستولى عليها. هذه العملية الناجهة في التاريخ الحرب العالية الأولى تدمرت خطط الجنرال ماكينزي للهجوم السريع وخلصت الجيش الروسي من الإذلان". حينذاك علي أغا شخلينسكي تولى منصب جنرال الشؤون الخاصة لدى مفتش المدفعية. بعد فترة هو كتب التالي: "في ذلك الزمان نوديت إلى الجبهة الغربية لتفتيش حالة المدفعيات الثقيلة الجديدة والخاصة بجيش الروس ولتوجيه الجنود في هذا المجال. تجاولت حول سبع فيالق ووجدت أنه فقط فريق مهمانداورف على علم جيد بالمدفيعات الثقيلة وهي مترتبة موافقة للوظائفها الخاصة بها. هذا العمل كان نتيجة الاجتهاد الطبجي الماهر مهمانداروف". لعملياته الناجحة في هذه الحرب مهمانداروف حصل على رتبة جنرال المدفعية. في 1915 عين قائدا في فيلق جيش القوقاز الثاني. معاصروا جنرال سمد باي مهمانداروف بكل فرح وسرور يتحدثون عن شجاعته ومعاملاته الطيبة مع جنوده. اللواء حجي أغا ابراهيمبايلي كان يكتب أن جنرال مهمانداروف اشتهر كثيرا في الحرب العالمية الأولى. هو كان معروفا بين جنود الروس بشجاعته وثباته في أخطر الأوقات أثناء الغزوات. كان رجلا عادلا٬ متأدبا٬ يحب الصادقين من الناس٬ يساعدهم. كل أتباعه كانوا يحبونه ويحذرون منه ومع ذلك يعتمدون عليه.
في بداية العام 1917 حصل على جميع وسامات روسيا٬ كذلك عدة أوسمة إنكلترا٬ فرنسا ورومانيا.
في فبراير 1917 عندما حصلت الثورة البرجوازية هو كان في قوقاز. في أبريل هذه السنة ترك الوظيفة التي تولاها نهائيا واعتزل منصبه٬ مدة معينة سكن في مدينة فلاديقوقاز ثم انتقل إلى أذربيجان.
منذ 25 ديسمبر عام 1918 سمد باي مهماندارف تولى منصب وزير الدفاع في حكومة جمهورية أذربيجان الديمقراطية واستطاع في مدة قصيرة أن ينشئ جيش متكونا من ثلاثين ألف جندي. في ربيع العام 1919 عندما كانت جيوش انكلترا في أذربيجان وزير الدفاع مهمانداروف كتب إلى رئيس جمهورية أذربيجان الديمقراطية نسيب باي يوسفبايلي رسالة التي أخبره فيها أن فرق حربية لإنكلترا يسحقون الأماكن التي هم فيها. وردا على فعلهم استأذنه لاعادة الوسامات التي حصل من حكومة إنكلترا في الحرب العالمية الأولى.
بعد إنشاء الحكومة السوفيتية في أذربيجان استمر نشاطه العسكري واستغل بالتدريس في مدرسة القمندنات في الأعوام 1921-1928. إ.ج.ياكير الذي كان قائد الجيش بالمرتبة الأولى في القوقاز كتب عنه في 1925 التالي: «إن مهمانداروف كان طبجيا نادرا».
س.مهمانداروف اشترك فعالا في الإصلاحات في ناحية العسكرية في أذربيجان بين 1924 و1927.
في 1928 س.مهمانداروف استقال من الخدمة في الجيش والدولة حددت له معاش التقاعد الخاص.
مهمانداروف كان يعلم اللغات التركية والروسية والفارسية بشكل ممتاز. ثلاث سنوات أخيرة من عمره اشتغل بتاريخ الإسلام والفلسفلة. سمد باي مهمانداروف توفي في 12 فبراير عام 1931 في باكو.